# Théâtre Principe (Milan)
Pour les articles homonymes, voir Principe.
 (octobre 2017).
Le théâtre Principe (en italien Teatro Principe, ou simplement Principe) est un théâtre italien de Milan, datant de 1950, au Viale Bligny 52 dans le centre de Milan.

## Histoire
Ouvert en 1949, il ferme en 1967. Le théâtre a été utilisé comme décor pour certaines scènes du film Rocco e i suoi fratelli. De 1949 à 1961, il a servi de lieu pour des défilés de mode, des événements pour le salon du meuble et comme arène pour des combats de boxe (les boxeurs célèbres ayant combattu au Teatro Principe incluent Duilio Loi, Nino Benvenuti, Sandro Lopopolo, Carmelo Bossi et Tiberio Mitri).
La fermeture définitive a eu lieu en 1996, avant d'être transformé en bâtiment bancaire. Le 5 décembre 2014, le palais rouvre pour accueillir l'ouverture du championnat italien de boxe des poids welters, diffusé en direct à la télévision par Rai Sport 1 et mettant en vedette Antonio Moscatiello et Riccardo Pintaudi, avec la présence de Biotti dans le public. En 2021, il a été entièrement rénové par le nouveau propriétaire, augmentant sa capacité à 675 personnes et améliorant son acoustique, devenant ainsi l'un des plus grands espaces polyvalents du centre de Milan.